# 38 до н. е.

## Події
- Октавіан здобуває титул Імператор.
- Триває повстання Секста Помпея.
- Орієнтовно цього року засновано Кельн.
- Парфянський похід Марка Антонія.

## Народились
- 14 січня — Децим Клавдій Друз, римський воєначальник
- Гай Атей Капітон
- Гай Сульпіцій Гальба
- Луцій Волузій Сатурнін (консул-суфект 3 року)

## Померли
- Антіох I (цар Коммагени)
- Луцій Корнелій Лентул (консул-суфект 38 року до н. е.)
- Ород II
- Пакор I
- Публій Вентідій Басс